# Pichitus aniarmatus
Pichitus aniarmatus is een hooiwagen uit de familie Gonyleptidae.